# Liste der Naturdenkmäler im Bezirk Bludenz
Die Liste der Naturdenkmäler im Bezirk Bludenz listet die als Naturdenkmal ausgewiesenen Objekte im Bezirk Bludenz im Bundesland Vorarlberg auf.

## Naturdenkmäler
| Foto |                 | Name                                  | ID  | Standort                | Beschreibung | Fläche | Datum |
| ---- | --------------- | ------------------------------------- | --- | ----------------------- | --- | ------ | ----- |
| 0 BW | Datei hochladen | Kugelbuche                            | 134 | Bartholomäberg Standort | |        |       |
| 1    | Datei hochladen | zwei Linden                           | 56  | Ludesch Standort        | |        |       |
| 1    | Datei hochladen | Naturdenkmal Gneisfindlinge           |     | Nenzing Standort        | Das Naturdenkmal Gneisfindlinge befindet sich in der Parzelle Kühbruck in der Marktgemeinde Nenzing im Walgau, Vorarlberg, Österreich. Es handelt sich bei den Gneisfindlingen um erratische Blöcke aus Gestein (Gneis), welche im Gamperdonatal nicht natürlich vorkommen. |        |       |
| 1    | Datei hochladen | Spirkenbestand Nenzingerberg          | 25  | Nenzing Standort        | |        |       |
| 1    | Datei hochladen | Eiche Gampelüner Straße               | 48  | Nenzing Standort        | |        |       |
| 0 BW | Datei hochladen | Spirkenbestand Bärenwald              | 61  | Nenzing Standort        | |        |       |
| 1    | Datei hochladen | Eibe Nenzinger Himmel                 | 62  | Nenzing Standort        | Der Baum ist mit 2,7 m Umfang nur etwa 7 m hoch, was auf Viehbiss zurückgeführt wird. |        | 1991  |
| 1    | Datei hochladen | Sommerlinde                           | 135 | Nenzing Standort        | |        |       |
| 1    | Datei hochladen | Linde Dorfplatz                       | 136 | Raggal Standort         | |        |       |
| 1    | Datei hochladen | Berg-Ulme Kirche Marul                | 137 | Raggal Standort         | |        |       |
| 0 BW | Datei hochladen | Buche                                 | 159 | Raggal Standort         | |        |       |
| 0 BW | Datei hochladen | Kugelbuche Gamplaschg                 | 26  | Schruns Standort        | |        |       |
| 0 BW | Datei hochladen | Buche Gamplaschg/Malär                | 27  | Schruns Standort        | |        |       |
| 0 BW | Datei hochladen | Buche                                 | 138 | Schruns Standort        | |        |       |
| 0 BW | Datei hochladen | Bergahorn Malera, Güterweg Gassneralp | 24  | St. Gerold Standort     | |        |       |
| 1    | Datei hochladen | Zwei Linden St. Anna-Kirche           | 55  | Thüringen Standort      | |        |       |
| 1    | Datei hochladen | Linde                                 | 139 | Vandans Standort        | |        |       |
| 0 BW | Datei hochladen | Fichte Voralpe Tschöppen              | 209 | Vandans Standort        | |        |       |

## Ehemalige Naturdenkmäler
| Foto |                 | Name          | ID | Standort                      | Beschreibung | Fläche | Datum      |
| ---- | --------------- | ------------- | -- | ----------------------------- | --- | ------ | ---------- |
| 1    | Datei hochladen | Gerichtseiche | 57 | Ludesch GrStNr: 2356 Standort | Die Gerichtseiche wurde im Jahr 2010 wegen Fäulnisbefall als „zerstört“ eingestuft und aus dem Naturdenkmalbuch gelöscht. Tatsächlich wurde der Baum aber nicht gefällt, sondern ist (Stand Mai 2022) immer noch vorhanden. |        | 17.02.1955 |

| Foto:                    | Fotografie des Naturdenkmals. Klicken des Fotos erzeugt eine vergrößerte Ansicht. Daneben finden sich zwei Symbole: \| Weitere Bilder vorhanden \| Das Symbol bedeutet, dass weitere Fotos des Objekts verfügbar sind. Durch Klicken des Symbols werden sie angezeigt. \| \| Eigenes Foto hochladen \| Durch Klicken des Symbols können weitere Fotos des Objekts in das Medienarchiv Wikimedia Commons hochgeladen werden. \| |
| Name:                    | Bezeichnung des Naturdenkmals laut offiziellen Quellen |
| ID                       | Identifikator |
| Standort:                | Es ist die Gemeinde und falls vorhanden die Adresse angegeben. Darunter sind die Katastralgemeinde (KG) und die Grundstücksnummer angeführt. Durch Aufruf des Links Standort wird die Lage des Denkmals in verschiedenen Kartenprojekten angezeigt. |
| Beschreibung             | Kurze Beschreibung des Naturdenkmals |
| Fläche                   | Fläche des Naturdenkmals in Hektar (ha) |
| Datum                    | Datum oder Jahr der Unterschutzstellung |
| Weitere Bilder vorhanden | Das Symbol bedeutet, dass weitere Fotos des Objekts verfügbar sind. Durch Klicken des Symbols werden sie angezeigt. |
| Eigenes Foto hochladen   | Durch Klicken des Symbols können weitere Fotos des Objekts in das Medienarchiv Wikimedia Commons hochgeladen werden. |